# بروک برک
بروک برک (انگلیسی: Brooke Burke؛ زادهٔ ۸ سپتامبر ۱۹۷۱) یک هنرپیشه، و مجری اهل ایالات متحده آمریکا است. وی از سال ۱۹۸۶ میلادی تاکنون مشغول فعالیت بوده‌است.
بروک یک شخصیت تلویزیونی، شخصیت تناسب اندام، نویسنده، بازیگر و تاجر آمریکایی است. او برای میزبانی ئی!، تی‌وی لند شناخته شده‌است. پس از برنده شدن در فصل هفتم رقص با ستارگان، برک به عنوان مجری برنامه از فصل دهم تا فصل هفده (۲۰۱۰–۲۰۱۳) خدمت کرد. در سال ۲۰۱۷، برک «Brooke Burke Body» را راه‌اندازی کرد، یک برنامه تناسب اندام با فیلم‌های تمرینی که او را به نمایش می‌گذارد. وی همچنین مجری فصل دهم پن و تلر: گولمون بزن! است.

## اوایل زندگی
بروک لیزا برک در هارتفورد، کنتیکت به دنیا آمد و در توسان، آریزونا بزرگ شد. مادرش نیمه پرتغالی است. او به فرزندی پذیرفته شد و سپس یهودی بزرگ شد. پدرش اصالتاً ایرلندی و فرانسوی است و هنگامی که او دو ساله بود خانواده را ترک کرد. او پس از آن توسط ناپدری ارمنی‌اش در مذهب یهودی مادرش بزرگ شد. او فرزندانش را یهودی بزرگ می‌کند، اگرچه کریسمس را نیز جشن می‌گیرد.
او بعداً در رشته روزنامه‌نگاری پخش تحصیل کرد.

## فعالیت حرفه ای
او در فیلم شبح (فیلم ۱۹۸۶) و جین باکره بازی کرده‌است.

### بازی‌های رایانه ای
برک به عنوان چهره و صداپیشگی «راشل تلر» در بازی ویدیویی جنون سرعت: مسابقات زیرزمینی ۲ الکترونیک آرتس ایفای نقش کرد که برای آن جایزه جایزه بازی‌های ویدئویی اسپایک را دریافت کرد. او همچنین صدای «مردم و مکان‌ها» در Trivial Pursuit: Unhinged است. او همچنین صداپیشگی شخصیت «مرغ تابع» را در یک بازی اوایل دهه ۲۰۰۰ به نام Big Bumpin بر عهده داشت. برک همچنین یک شخصیت قابل بازی در بازی PocketBike Racer بود.